# Östasiatiska mästerskapet i fotboll 2008
Östasiatiska mästerskapet i fotboll 2008 var det tredje östasiatiska mästerskapet och avgjordes mellan 17 och 23 februari 2008 i Kina. Turneringen vanns av Sydkorea före Japan.

## Kvalspel
Japan, Kina och Sydkorea var direktkvalificerade för huvudturneringen, Guam, Hongkong, Kinesiska Taipei, Macao, Mongoliet, Nordkorea och Nordmarianerna fick spela kval om den fjärde- och sistaplatsen.

## Gruppspel

### Tabell
| Nr | Lag       | S | V | O | F | GM | IM | MS | P |
| -- | --------- | - | - | - | - | -- | -- | -- | - |
| 1  | Sydkorea  | 3 | 1 | 2 | 0 | 5  | 4  | +1 | 5 |
| 2  | Japan     | 3 | 1 | 2 | 0 | 3  | 2  | +1 | 5 |
| 3  | Kina      | 3 | 1 | 0 | 2 | 5  | 5  | 0  | 3 |
| 4  | Nordkorea | 3 | 0 | 2 | 1 | 3  | 5  | −2 | 2 |

### Matcher
| 1           | 17 februari 2008 | Kina                         | 2 – 3           | Sydkorea                                   | Olympic Sports Center                                |                                                      |
| 15:30 UTC+9 | 15:30 UTC+9      | Zhou Haibin 47′ Liu Jian 61′ | (0 – 1) Rapport | 43′, 65′ Park Chu-Young 90+2′ Kwak Tae-Hwi | Chongqing Publik: 25 000 Domare: Mohsen Torky (Iran) | Chongqing Publik: 25 000 Domare: Mohsen Torky (Iran) |
| 15:30 UTC+9 | 15:30 UTC+9      |                              |                 |                                            | Chongqing Publik: 25 000 Domare: Mohsen Torky (Iran) | Chongqing Publik: 25 000 Domare: Mohsen Torky (Iran) |
| 15:30 UTC+9 | 15:30 UTC+9      |                              |                 |                                            | Chongqing Publik: 25 000 Domare: Mohsen Torky (Iran) | Chongqing Publik: 25 000 Domare: Mohsen Torky (Iran) |

| 2           | 17 februari 2008 | Japan             | 1 – 1           | Nordkorea      | Olympic Sports Center                                       |                                                             |
| 18:15 UTC+9 | 18:15 UTC+9      | Ryoichi Maeda 69′ | (0 – 1) Rapport | 5′ Jong Tae-Se | Chongqing Publik: 15 000 Domare: Choi Myung-Yong (Sydkorea) | Chongqing Publik: 15 000 Domare: Choi Myung-Yong (Sydkorea) |
| 18:15 UTC+9 | 18:15 UTC+9      |                   |                 |                | Chongqing Publik: 15 000 Domare: Choi Myung-Yong (Sydkorea) | Chongqing Publik: 15 000 Domare: Choi Myung-Yong (Sydkorea) |
| 18:15 UTC+9 | 18:15 UTC+9      |                   |                 |                | Chongqing Publik: 15 000 Domare: Choi Myung-Yong (Sydkorea) | Chongqing Publik: 15 000 Domare: Choi Myung-Yong (Sydkorea) |

| 3           | 20 februari 2008 | Kina | 0 – 1           | Japan           | Olympic Sports Center                                 |                                                       |
| 18:15 UTC+9 | 18:15 UTC+9      |      | (0 – 0) Rapport | 17′ Koji Yamase | Chongqing Publik: 38 000 Domare: Tae Song (Nordkorea) | Chongqing Publik: 38 000 Domare: Tae Song (Nordkorea) |
| 18:15 UTC+9 | 18:15 UTC+9      |      |                 |                 | Chongqing Publik: 38 000 Domare: Tae Song (Nordkorea) | Chongqing Publik: 38 000 Domare: Tae Song (Nordkorea) |
| 18:15 UTC+9 | 18:15 UTC+9      |      |                 |                 | Chongqing Publik: 38 000 Domare: Tae Song (Nordkorea) | Chongqing Publik: 38 000 Domare: Tae Song (Nordkorea) |

| 4           | 20 februari 2008 | Nordkorea       | 1 – 1           | Sydkorea        | Olympic Sports Center                                       |                                                             |
| 20:45 UTC+9 | 20:45 UTC+9      | Jong Tae-Se 73′ | (1 – 0) Rapport | 21′ Yeom Ki-Hun | Chongqing Publik: 20 000 Domare: Hiroyoshi Takayama (Japan) | Chongqing Publik: 20 000 Domare: Hiroyoshi Takayama (Japan) |
| 20:45 UTC+9 | 20:45 UTC+9      |                 |                 |                 | Chongqing Publik: 20 000 Domare: Hiroyoshi Takayama (Japan) | Chongqing Publik: 20 000 Domare: Hiroyoshi Takayama (Japan) |
| 20:45 UTC+9 | 20:45 UTC+9      |                 |                 |                 | Chongqing Publik: 20 000 Domare: Hiroyoshi Takayama (Japan) | Chongqing Publik: 20 000 Domare: Hiroyoshi Takayama (Japan) |

| 5           | 23 februari 2008 | Japan           | 1 – 1           | Sydkorea        | Olympic Sports Center                           |                                                 |
| 18:15 UTC+9 | 18:15 UTC+9      | Koji Yamase 68′ | (0 – 1) Rapport | 15′ Yeom Ki-Hun | Chongqing Publik: 29 000 Domare: Tan Hai (Kina) | Chongqing Publik: 29 000 Domare: Tan Hai (Kina) |
| 18:15 UTC+9 | 18:15 UTC+9      |                 |                 |                 | Chongqing Publik: 29 000 Domare: Tan Hai (Kina) | Chongqing Publik: 29 000 Domare: Tan Hai (Kina) |
| 18:15 UTC+9 | 18:15 UTC+9      |                 |                 |                 | Chongqing Publik: 29 000 Domare: Tan Hai (Kina) | Chongqing Publik: 29 000 Domare: Tan Hai (Kina) |

| 6           | 23 februari 2008 | Kina                                      | 3 – 1           | Nordkorea | Olympic Sports Center                                |                                                      |
| 20:45 UTC+9 | 20:45 UTC+9      | Zhu Ting 46′ Wang Dong 55′ Hao Junmin 83′ | (0 – 1) Rapport |           | Chongqing Publik: 30 500 Domare: Mohsen Torky (Iran) | Chongqing Publik: 30 500 Domare: Mohsen Torky (Iran) |
| 20:45 UTC+9 | 20:45 UTC+9      |                                           |                 |           | Chongqing Publik: 30 500 Domare: Mohsen Torky (Iran) | Chongqing Publik: 30 500 Domare: Mohsen Torky (Iran) |
| 20:45 UTC+9 | 20:45 UTC+9      |                                           |                 |           | Chongqing Publik: 30 500 Domare: Mohsen Torky (Iran) | Chongqing Publik: 30 500 Domare: Mohsen Torky (Iran) |

## Sammanställning
| Nr | Lag              | S | V | O | F | GM | IM | MS  | P  |
| -- | ---------------- | - | - | - | - | -- | -- | --- | -- |
| 1  | Sydkorea         | 3 | 1 | 2 | 0 | 5  | 4  | +1  | 5  |
| 2  | Japan            | 3 | 1 | 2 | 0 | 3  | 2  | +1  | 5  |
| 3  | Kina             | 3 | 1 | 0 | 2 | 5  | 5  | 0   | 3  |
| 4  | Nordkorea        | 6 | 3 | 2 | 1 | 18 | 6  | +12 | 11 |
| 5  | Hongkong         | 3 | 1 | 1 | 1 | 16 | 3  | +13 | 4  |
| 6  | Kinesiska Taipei | 3 | 2 | 1 | 0 | 18 | 3  | +15 | 7  |
| 7  | Macao            | 3 | 0 | 1 | 2 | 3  | 14 | −11 | 1  |
| 8  | Mongoliet        | 3 | 1 | 1 | 1 | 5  | 9  | −4  | 4  |
| 9  | Guam             | 5 | 2 | 0 | 3 | 15 | 32 | −17 | 6  |
| 10 | Nordmarianerna   | 2 | 0 | 0 | 2 | 2  | 12 | −10 | 0  |